# 사이버 범죄

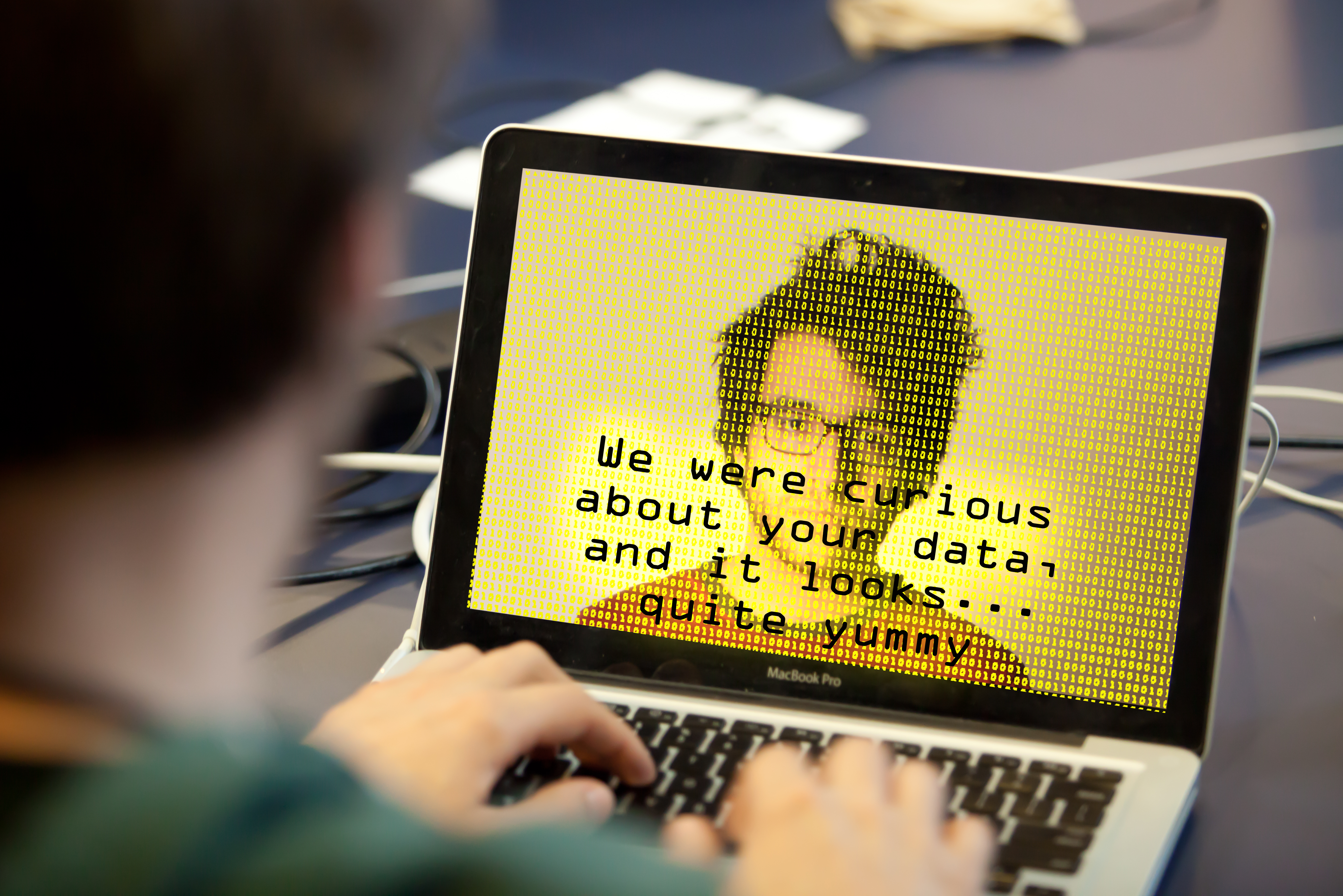

사이버 범죄(cyber crime) 또는 컴퓨터 범죄(computer crime)는 컴퓨터, 통신, 인터넷 등을 악용하여 사이버 공간에서 행하는 범죄이다. 범행 목적에 따라 사이버 테러형과 일반 범죄형으로 분류된다.

## 개요
- 정보통신망으로 연결되는 컴퓨터 시스템이나 사이버공간을 이용해 다른 사람한테 피해를 주고 건전한 사이버 문화에 해를 끼치는 행위
- 일반 범죄와 달리 빠른 시간 안에 불특정 다수에게 많은 악영향을 미치며, 사이버 공간 특성상 정보 발신자의 특정이 어렵고, 전자 정보의 증거 인멸 및 수정이 간단하다.
- 속성에 따라 정보통신망침해범죄, 정보통신망이용범죄, 불법컨텐츠 범죄로 나뉜다. 그중에서도 SNS 폭력이 제일 문제되고 있다.

## 분류
- 사이버 테러형 범죄
  - 해킹
  - 서비스 거부 공격
  - 바이러스 제작, 유포
  - 악성프로그램
  - 메일폭탄
- 사이버 범죄
  - 사기 (통신,게임)
  - 불법복제 (음란물, 프로그램)
  - 불법/유해사이트 (음란,도박,폭발물,자살)

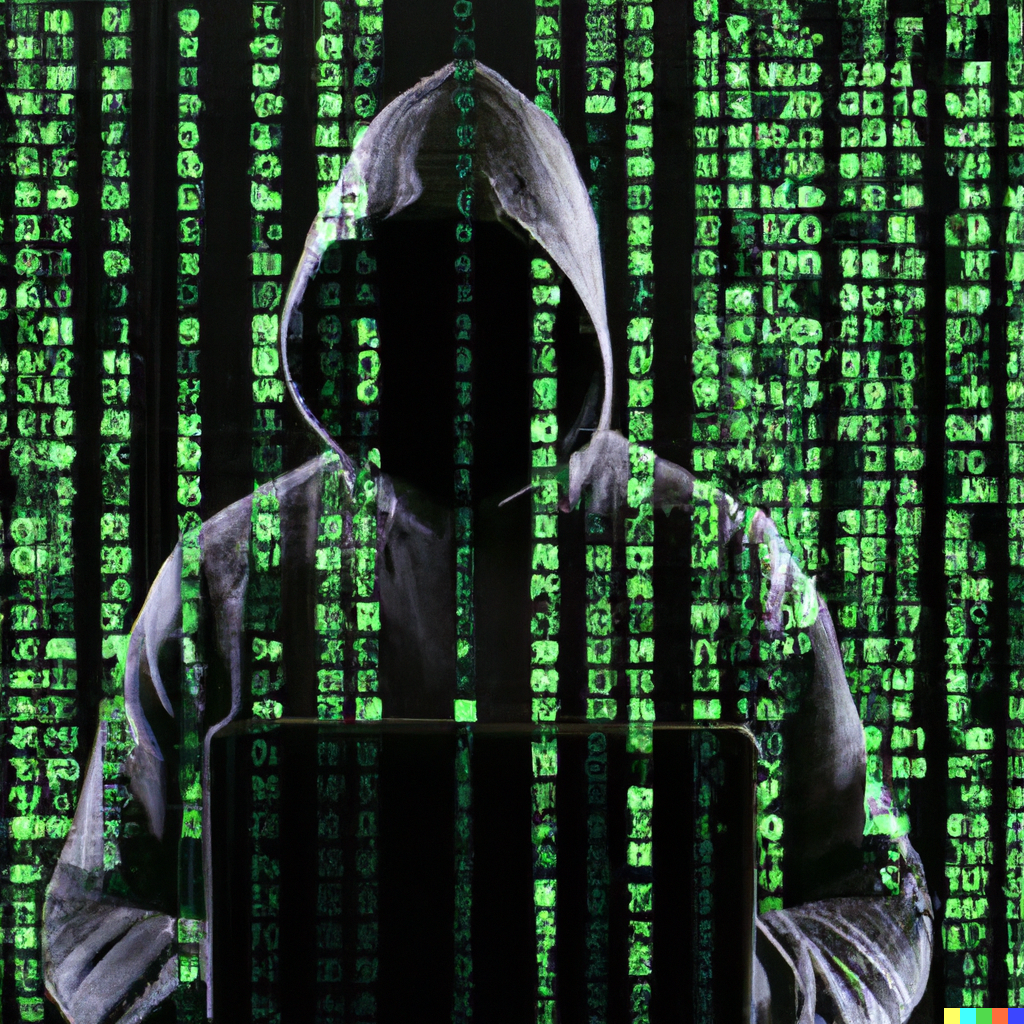
악성코드를 사용하는 해커

  - 명예훼손죄
  - 모욕죄
  - 개인정보침해
  - 사이버 스토킹
  - 협박/공갈
- 해외 범죄
  - 랜섬웨어
  - 악성코드

## 중국 해커들의 악성코드 사용
- 스키머[1]

1. 스키머는 중국 해커들이 금융 기관과 소매업체를 공격할 때 사용하는 악성코드로, ATM이나 신용카드 결제 시스템에 설치되어 카드 정보를 가로챈다
2. 스키머는 신용카드의 데이터를 복제해 카드 번호, CVV 코드, 소유자 이름 등을 수집하고 해커들이 이를 불법적으로 사용하는 방식이다.
3. 특히 해외에서 사용되는 카드 정보를 탈취해 암시장에서 거래하는 데 악용된다.

- 비고리바이퍼[2]

1. 비고리바이퍼는 중국 해커 그룹이 사용한 것으로 추정되는 악성코드로, 주로 정부 기관과 군사 시설을 표적으로 하여 시스템을 손상시키고 데이터를 파괴하는 데 사용된다
2. 비고리바이퍼의 악성코드는 장기간 표적을 감시하거나 통제하려는 목적을 가지고 설계되었다

## 같이 보기
- 컴퓨터 보안
- 사이버 범죄 조약
- 사이버 모욕죄
- 사이버 공격
- 다크넷
- 심층 웹
- 산업 스파이
- 미국 이민세관집행국
- 기술법
- 메타스플로이트 프로젝트
- 국립범죄청
- 테크노스릴러
- 미국 비밀경호국
- 화이트 칼라 범죄
- 웹 셸